# Рычков, Евгений Евгеньевич
Евгений Евгеньевич Рычков (род. 15 апреля 1976, Муром, Владимирская область) — российский общественный и политический деятель; глава округа Муром (с 2011 года); член регионального политсовета партии Единая Россия; Председатель Федерации легкой атлетики округа Муром.

## Биография
Родился 15 апреля 1976 года в городе Муроме. Родители работали на Муромском радиозаводе. Окончил среднюю школу № 4 города Мурома. В период учёбы занимался легкой атлетикой в спортклубе «Авангард» Муромского приборостроительного завода.
С 1996 года стал заниматься предпринимательской деятельностью: являлся владельцем сети магазинов «Кодак» по продаже низкокачественных телефонов, занимался скупкой и перепродажей земли возле села Панфилово; с 2003 года продолжил деятельность в сфере строительства, где так же работал его отец. Руководимая им строительная компания построила торговые центры: «Цветочный», «Эльдорадо», «Новый Витязь».
В 1998 году с отличием окончил юридический факультет Владимирского государственного педагогического университета. Учась в вузе, занимался легкой атлетикой. Кандидат в мастера спорта.
В 2002 году окончил кафедру теории государства и права Российской Академии государственной службы при Президенте РФ, где был соискателем степени кандидата юридических наук.

## Политическая карьера
В 1997 году был избран депутатом Муромского городского Совета народных депутатов; избирался депутатом Законодательного Собрания Владимирской области третьего созыва.
В депутаты Законодательного Собрания четвёртого созыва был избран по выдвижению от партии «Единая Россия», в ЗС возглавил Комитета по законодательным предложениям и законности и стал заместителем председателя по вопросам государственного устройства и местного самоуправления. Секретарь местного отделения партии «Единая Россия».
2 марта 2007 года вошел в президиум ВРО Ассоциации молодых предпринимателей России. Член Политсовета партии «Единая Россия».
В Законодательное Собрание Владимирской области 5 созыва вновь был выдвинут партией «Единая Россия». Является председателем комитета по законодательным предложениям и законности, входит в состав комитета по вопросам государственного устройства и местного самоуправления.
В 2009 году избран членом Совета Законодательного Собрания, заместителем руководителя фракции партии «Единая Россия».
С 2010 года возглавляет областную Комиссию по антикоррупционной экспертизе законодательства.
С 2011 года является Главой округа Муром.

## В должности главы округа Муром
3 марта 2011 года на безальтернативной основе избран Главой округа Муром. В том же году награждён общественной антипремией «Деревянный дятел-2011» за выдающиеся антиуспехи и антидостижения.
28 декабря 2012 года на телеканале «Россия-1» в программе «Дежурная часть» транслировался сюжет о деятельности главы города Мурома Е. Е. Рычкова по «контролю» за бизнесом, осуществляемом на территории муниципального образования. При этом автор сюжета указал на наличие у чиновника дорогостоящего имущества и связал это с противоправной деятельностью. По данному факту была организована доследственная проверка, проведение которой было поручено следователю по особо важным делам отдела по расследованию особо важных дел следственного управления по Владимирской области.
13 сентября 2015 года избран Главой округа Муром на второй срок. Свои голоса за него отдали 86,04 % проголосовавших.
В 2014 году по инициативе Е. Е. Рычкова в округе был основан футбольный клуб «Муром». Также были инициированы программы — ремонт придомовых территорий («Дворы за 5 лет»); индустриализация дорожной сети Мурома («Город ровных дорог»); реконструкция и восстановление парков и мест отдыха («Парки: возвращение»); создание пешеходной улицы в Муроме («Первая пешеходная»).
В апреле 2016 года, по проводимому «ТВ МИГ» проекту «Рейтинг доступности чиновников», в рамках которого сотрудниками редакции проверялось насколько легко простому гражданину или журналисту связаться с крупным чиновником или высокопоставленным госслужащим, муромский градоначальник отказал в запросе на аудиенцию как матери-одиночке, так и самим журналистам, получив от них отрицательный рейтинг и статус по разработанной шкале — как «чиновник-негодяй».
9 сентября 2019 года в третий раз победил на выборах (его поддержали 81,37 % избирателей от числа, пришедших на участки — 22 420 жителя округа Муром). 12 сентября вступил в должность.

## Семья
- Отец — Евгений Анатольевич Рычков, предприниматель
- Брат — Константин Евгеньевич Рычков, предприниматель
- Жена — Светлана Евгеньевна Рычкова, предприниматель

Имеет двоих детей.

## Награды
- Медаль ордена «Славы и Чести» I степени (РПЦ, 8 июля 2017 года)[15]
- Благодарность президента России В. В. Путина (28.12.2020[16])